# Réduction (musique)
Pour les articles homonymes, voir Réduction.
La réduction, en musique, est l'opération qui consiste à adapter pour un ensemble plus restreint, voire pour un instrument seul, une composition musicale écrite à l'origine pour un ensemble instrumental ou vocal plus large.

## Présentation
La réduction est un genre de transcription mais s'en distingue en ce qu'elle répond généralement à des fins pratiques et tend à limiter toute intervention qui ne soit pas de nature fonctionnelle. Elle consiste le plus souvent en une réduction pour piano, mais peut aussi être une réduction pour piano à quatre mains ou pour deux pianos. 
La réduction pour piano est un arrangement pour piano d'une partition destinée à un effectif instrumental ou vocal différent. Lorsque la partition réduite est une partition d'orchestre, on parle de réduction d'orchestre.
Pour le travail en répétitions des œuvres vocales ou pour l'opéra, la partition de la réduction est appelée un « piano-chant ».

## Historique
Une part importante de l'œuvre de Franz Liszt est constituée de transcriptions, réductions ou « paraphrases » pour piano.
Vladimir Jankélévitch signale que « Ravel transcrit lui-même très volontiers ses propres œuvres, à ce point qu'il devient parfois difficile d'en assigner avec certitude la version originale » : les versions de Daphnis et Chloé pour piano seul, de Shéhérazade et L'Heure espagnole pour chant et piano, sont réalisées par le compositeur.

## Pratiques
L'usage de la réduction est courant lors des répétitions, pour les danseurs, les instrumentistes solistes ou les chanteurs en particulier, principalement pour des raisons pratiques. La musicologue Hélène Cao souligne ainsi que « maints élèves interprètent des concertos et des airs avec une réduction pianistique, car ils ont rarement la chance de se produire avec un orchestre ».
La pratique de la réduction à vue d'une partition d'orchestre au piano est enseignée dans les classes d'accompagnement des conservatoires de musique.